# كوميديا الأخلاق

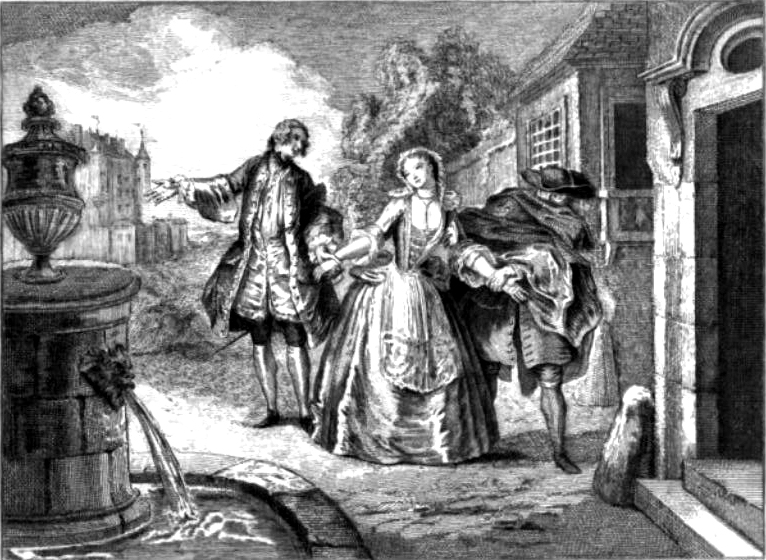

تعد كوميديا الأخلاق نوع من أنواع المسرحية/التلفاز/الأفلام والتي تهجو أخلاق وتلف أو تصنع طبقة اجتماعية معينة. وغالباً ما يتم تمثيلها كشخصيات بليدة ومثال ذلك شخصية مايلز قلوريوس في العصور القديمة أو كالمتأنق والفاجر خلال فترة الاستعادة التاريخية، أو كشخص عجوز يتظاهر بالشباب. وتهتم حبكة الكوميديا هذه غالباً بعلاقة حب محرم أو أي عمل مخزي آخر، ولكن على وجه العموم تكون الحبكة أقل أهمية من محادثاتها الذكية والتي تتسم بالفجور في الغالب.
وقد تطورت كوميديا الأخلاق في الكوميديا الجديدة للكاتب المسرحي الإغريقي القديم ميناندير. وقد تمت محاكاة اسلوبه وحبكاته المعقدة وشخصياته البليدة من قبل الكاتبان الروم بلاوتوس وترنتيوس والذين كانت مسرحياتهم الكوميدية معروفة ومنسوخة خلال عصر النهضة (الرينيسنز). وتعتبر أفضل الكوميديات الأخلاقية تلك المكتوبة من قبل موليير الكاتب المسرحي الفرنسي الذي قام بهجاء نفاق وادعاء نظام فرنسا القديم في مسرحيات كـ (مدرسة الزوجات، 1662) و (عدو الإنسان، 1666) بالإضافة إلى مسرحيته الشهيرة (طرطوف، 1664).
وتقوم كوميديا الموقف الأمريكية، والتي تقوم على أسلوب السخرية الوثائقية كمسلسل المكتب و«العائلة الحديثة»(العائلة الحديثة)، باستخدام أساليب معدلة نسبياً من كوميديا الأخلاق لتصوير الحياة العملية اليومية للناس العاديين.

## الدراما الإنجليزية
في إنجلترا يمكن اعتبار مسرحية ويليام شكسبير "الكثير من اللغط حول لاشيء" بأنها أول كوميديا أخلاقية ولكن هذا النوع من الكوميديا ازدهر خلال فترة الاستعادة التاريخية. وقامت كوميديا الاستعادة التي تأثرت بكوميديا الأخلاط لـ بن جونسون بالسخرية من الذكاء المصطنع والحماقات المكتسبة في ذلك الوقت. ومن روائع هذا النوع مسرحيات ويليام وايتشرلي (الزوجة الريفية، 1675) ومسرحية ويليام كونقريف (طريقة العالم، 1700). وقام اوليفر قولدسمث (تنحني لتنتصر، 1773) وريتشارد برينسلي شيردان (المنافسين، 1775; مدرسة الشائعات، 1777) خلال نهاية القرن الثمن عشر بإحياء هذا النوع من الكوميديا.
ولقد استمر استخدام هذا النوع من الحبكة المتقنة والمتكلفة والمحادثة اللاذعة من قبل الكاتب المسرحي الأيرلندي أوسكار وايلد في مسرحيته "معجب السيدة ويندرمير" (1892) و"أهمية أن تكون ايرنست" (1895). وظهرت كوميديا الأخلاق مرة أخرى خلال القرن العشرين في مسرحيات الدرامي البريطاني نويل كاورد (حمى القش، 1925) وسومرست موم وكذلك في روايات بي جي وودهاوس بالإضافة إلى كوميديات موقف بريطانية متعددة. ويعتبر مسلسل «استمر» (Carry On) بأنه منحدر وتابع مباشر لأسلوب الكوميديا الأخلاقية.

## أمثلة القرن العشرين
تعتبر كوميديا الوعيد، والتي قام بتأسيسها ناقد الدراما البريطاني ارفنج واردل بناء على عنوان مسرحية ديفيد كامبتون «نظرة المجنون: كوميديا الوعيد» (1958)، بأنها لعب ممازح بالكلمات ومأخوذة من «كوميديا الأخلاق» (وذلك يرجع لطريقة نطقها باللغة الإنجليزية). وتم وصف مسرحية بنتر «العودة للوطن»[وصلة مكسورة] كـ كوميديا أخلاقية لوسط القرن العشرين.
وقد قام ديفيد مامت في مسرحيته "زواج بوستون" (1999) بعرض زمني لعلاقة جنسية بين امرأتين وقد كانت أحداهن تضع عينها على امرأة أخرى (والتي لم تظهر في المسرحية قط ولكنها تكون هي الهدف لمخطط إغواء). وتقوم المرأتين بشكل دوري على جعل خادمتهم هدف لنكاتهم المتعجرفة والمتغطرسة والذي يقوم من خلالها الكاتب بالإشارة إلى السخرية على الطبقات. ومن خلال عرض الحذق والبراعة اللفظية يرتبط الشخص بالكاتب ونوع الكتابة وتتسبب عراقة الدعابة أحيانا بالانفجار على شكل فجاجة فظيعة.
ومن الأمثلة الأخرى المعاصرة مسرحية دوغلاس كارتر بين "عندما يغرق النحل في العسل" و"النادي الريفي" و"ضحك الكلب الصغير".